# Robert Black (Serienmörder)
Robert Black (* 21. April 1947 in Grangemouth, Schottland; † 12. Januar 2016 bei Lisburn, Nordirland) war ein britischer Serienmörder, der auch Kinder sexuell missbrauchte. Er entführte, vergewaltigte und ermordete in den 1980er Jahren vier Mädchen, entführte ein fünftes, das überlebte, und versuchte ein sechstes Mädchen zu entführen. Er stand unter dem Verdacht, seit den 1970er Jahren mehrere weitere ungeklärte Kindermorde in Europa begangen zu haben.

## Leben
Robert Black wurde nach der Geburt von seiner Mutter in eine Pflegefamilie gegeben und wuchs mit vier Stiefgeschwistern auf. Er galt als Außenseiter und wurde in der Schule gehänselt. Früh erwachte mit ungefähr acht Jahren seine Sexualität, die sich auf weibliche Altersgenossen fixierte. Als er elf Jahre alt war, starb seine Pflegemutter und er wurde von einer anderen Pflegefamilie aufgenommen.
Bereits im jugendlichen Alter verübte Black Sexualstraftaten. Mit zwölf Jahren versuchte er eine erste gemeinschaftliche Vergewaltigung, die zu einer Heimunterbringung führte. Dort wurde er von einem Mitarbeiter sexuell missbraucht. Als 15-jähriger Botenjunge missbrauchte er auf seinen Botengängen 30 bis 40 Mädchen sexuell. Erst als er 17 Jahre alt war, wurde eine dieser Straftaten aktenkundig, als er eine Siebenjährige würgte und über sie masturbierte. Trotz dieser Körperverletzung und dem Tatbestand der sexuellen Beleidigung blieb es bei einer gerichtlichen Ermahnung.

## Morde
Am 12. August 1981 tötete Black die neunjährige Jennifer Cardy, ihr Körper wurde sechs Tage später in der Nähe von Hillsborough gefunden. Dieser Mord konnte ihm erst 2011 nachgewiesen werden.
Am 30. Juli 1982 entführte Black die elfjährige Susan Maxwell aus ihrem Heimatort Cornhill on Tweed. Er vergewaltigte und erwürgte das Kind und legte ihre Leiche am Straßenrand nahe dem mittelenglischen Uttoxeter ab. Am 8. Juli 1983 entführte er die fünfjährige Caroline Hogg aus Portobello. Ihre Leiche wurde zehn Tage später in einem Graben nahe Leicestershire gefunden. Aufgrund der Verwesung konnte die Todesursache nicht genau festgestellt werden, aber das Fehlen der Kleidung ließ darauf schließen, dass es sich um ein Sexualverbrechen handelte. Drei Jahre später, am 26. März 1986, verschwand die zehnjährige Sarah Harper aus Morley nahe Leeds. Auch sie wurde von Black entführt, vergewaltigt und ermordet. Ihre abgelegte Leiche wurde einen Monat später im Fluss Trent nahe Nottingham gefunden.
Ein weiteres potentielles Mordopfer war die 15-jährige Teresa Thornhill, sie konnte entkommen, als ein Fremder sie in einen Lastwagen zerren wollte. Ihre Schreie hatten einen Bekannten des Mädchens auf die Situation aufmerksam gemacht, der ihr zu Hilfe eilte.
Die drei Mordfälle wurden von der Polizei miteinander in Verbindung gebracht, denn die Art wie die Mädchen entführt und ihre Leichen weit entfernt abgelegt wurden, ließ auf einen Täter schließen, der hauptberuflich mit Reisen zu tun hatte – möglicherweise einen Fernfahrer. Für die Ermittlung wurde eine umfangreiche Polizeioperation gestartet.

## Verhaftung und Prozesse
Robert Black wurde am 14. Juli 1990 um 15:30 Uhr nahe Stow festgenommen, nachdem er dabei beobachtet wurde, wie er ein sechsjähriges Mädchen von der Straße in seinen Lieferwagen zerrte. Ein Zeuge benachrichtigte die Polizei, die nach dem Lieferwagen fahndete und Black stellte. Der Vater des Mädchens war selbst als Polizeibeamter an der Fahndung beteiligt und war derjenige, der seine Tochter – gefesselt, geknebelt und in einem Schlafsack verborgen – schließlich im Lieferwagen fand. Die ärztliche Untersuchung ergab, dass Black das Kind sexuell schwer missbraucht hatte.
Eine Hausdurchsuchung bei Black brachte eine große Sammlung von Kinderpornografie zutage. Weiter wurde bei Black eine Tageszeitung sichergestellt, in der über den Entführungsversuch von Teresa Thornhill berichtet wurde. Auf diesem Bericht wurden Spermaspuren von Black gefunden.
Im August wurde Black wegen Entführung zu einer lebenslangen Freiheitsstrafe verurteilt. Als die Polizei auch die Beteiligung an den oben genannten Morden nachwies, wurde ein zweiter Prozess abgehalten. In diesem wurde Black wegen dreifachen Mordes erneut zu einer lebenslangen Freiheitsstrafe mit Mindestverbüßung von 32 Jahren verurteilt.
Am 8. Dezember 2011 wurde Black für den Mord an Jennifer Cardy zu 25 Jahren Haft verurteilt und hätte somit frühestens mit 89 Jahren freikommen können.
Robert Black starb im Januar 2016 im Alter von 68 Jahren in einem Gefängnis in Nordirland. Zum Zeitpunkt seines überraschenden Todes stand seine Anklage wegen des Verschwindens und der mutmaßlichen Ermordung der 13-jährigen Genette Tate im Jahr 1978 in Aylesbeare (Devon) unmittelbar bevor.